# Bosniërs
Bosniërs, Bosnisch en Kroatisch Bosanci, Servisch Босанци, zijn de bewoners van Bosnië, van het gebied dat van oudsher die naam draagt. Bosniërs zijn geen etniciteit, maar een nationaliteit. In Bosnië-Herzegovina zijn er volgens de grondwet drie officiële talen, het Bosnisch (gesproken door veelal Bosniakken), het Kroatisch en het Servisch. Er zijn iets minder dan 4 miljoen Bosniërs.
Onder de Bosniërs komen de volgende bevolkingsgroepen voor: Bosniakken, Kroaten en Serviërs. Daarnaast komen er andere minderheden voor, waaronder Roma, Albanezen, Montenegrijnen, Oekraïners, Duitsers en Joden. De Bosniakken vormen bijna de helft van de Bosnische bevolking, de Serviërs een derde en de Kroaten 15 %.

## Bosnische Burgeroorlog
De Bosnische Burgeroorlog, die van 1992 tot 1995 duurde, is een van de oorlogen in Joegoslavië die uitbraken als gevolg van het uiteenvallen van het oude Joegoslavië. De oorlog ontstond toen Bosnië en Herzegovina zich in 1992 onafhankelijk verklaarde.